# Опреску, Джордже
Джордже Опреску (рум. George Oprescu; 27 ноября 1881, Кымпулунг — 13 августа 1969, Бухарест) — румынский историк искусства, искусствовед, профессор Академии художеств Румынии, коллекционер, почётный член Румынской академии (с 1948). Лауреат Государственной премии Румынии (1962).

## Биография
Родился в бедной семье. В молодости развил вкус к изобразительному искусству, а также к французскому языку. Подрабатывал преподавательской работой. Окончил факультет литературы и философии Бухарестского университета.
С 1923 по 1930 год работал секретарём в Международном комитете по интеллектуальному сотрудничеству Лиги наций в Женеве; затем в комитете по литературе и искусству. В 1939 году вернулся в Румынию.
Работая в Лиге наций, заинтересовался историей искусства, стал профессором в этой области в Бухарестском университете (1931). Работал куратором музея и редактором журнала.
В 1949 году основал Институт истории искусств в Бухаресте, которым руководил в течение 20 лет до своей смерти и который сегодня носит его имя.
Его богатая коллекция произведений искусства (румынские и зарубежные картины, скульптуры, рисунки и гравюры), насчитывающая почти 10 000 произведений известных авторов среди которых Дюрер, Рембрандт, Делакруа, Курбе, Пикассо, Бонингтон и др., была передана им в дар Румынской академии. Большинство этих произведений хранятся ныне в Художественном музее академии, основателем которой был, а также в Национальном музее искусств Румынии.
Член-корреспондент нескольких зарубежных академий наук.
Гомосексуалист.

## Научная деятельность
Занимался исследованием румынской живописи и графического дизайна XIX-го века, народным искусством, его работы в этой области стали первым всеобъемлющим вкладом в румынскую историографию искусства.

## Избранные труды
- Arta țărănească la români, 1922,
- Géricault (монография), 1927,
- Pictura românească în secolul al XIX-lea, 1937,
- Grafica românească în secolul al XIX-lea (2 volume), 1941—1945,
- Manual de istoria artei, 1943—1946,
- Bisericile-cetăți ale sașilor din Ardeal, 1956,
- Sculptura statuară românească, 1957
- Scurtă istorie a artelor plastice în R.P.R., 1958.
- Nicolae Grigorescu (монография), 1961,
- Ștefan Popescu desenator, 1960.